# آيت واحي أو حقي (أغبالو)
آيت واحي أو حقي هي إحدى مشيخات المملكة المغربية، تتبع جغرافيا لإقليم ميدلت وإداريًا لأغبالو. يقدر عدد سكانها بـ 2053 نسمة حسب الإحصاء الرسمي للسكان والسكنى لسنة 2004.